# Sergei Kud-Sverchkov
Sergei Vladimirvich Kud-Sverchkov é um engenheiro cazaque/russo e cosmonauta selecionado em 2010.. 

## Vida e educação
Kud-Sverchkov nasceu no dia 23 de agosto de 1983 no Cosmódromo de Baikonur, parte da República Socialista Soviética Cazaque. Em 2006 ele se formou com honras na Universidade Técnica Estatal Bauman de Moscou, onde se especializou em motores de foguetes.

## Carreira
Antes de ser selecionado como cosmonauta, Kud-Sverchkov trabalhou na RSC Energia como engenheiro, entre agosto de 2006 até sua seleção em abril de 2010. Seguindo isso, Kud-Sverchkov começou um treino de cerca de dois anos, o qual se formou em agosto de 2012, se tornando disponível para uma missão de longa duração à Estação Espacial Internacional.
Em maio de 2020, já lhe foi atribuído a posição de Engenheiro de Voo para a Expedição 63/64, onde foi lançado no dia 14 de outubro de 2020 abordo da Soyuz MS-17, junto do cosmonauta Sergei Ryjikov e uma astronauta da NASA, Kathleen Rubins.